# Un vrai bonheur, le film
Pour plus de détails, voir Fiche technique et Distribution.
Un vrai bonheur, le film est un film français réalisé par Didier Caron d'après sa pièce de théâtre, sorti en 2005.

## Fiche technique
- Titre français : Un vrai bonheur, le film
- Réalisation : Didier Caron
- Scénario : Didier Caron, Sabrina Compeyron et Amanda Sthers d'après la pièce de théâtre de Didier Caron
- Photographie : Pascal Gennesseaux
- Montage : Véronique Parnet
- Production : Charles Gassot, Jacques Hinstin et Gérard Louvin
- Pays de production :  France
- Format : couleur - 1,85:1
- Genre : comédie
- Durée : 83 minutes
- Date de sortie : 2005

## Distribution
- Valérie Baurens : Mathilde
- Denis Chérer : Christophe
- Stéphane Boutet : François
- Véronique Barrault : Cécile
- Pierre-Jean Chérer : Yvan
- Françoise Lépine : France
- Patrick Zard : Jean
- Valérie Vogt : Valérie
- Maaike Jansen : Odette, la mère de Mathilde
- Benjamin Egner : Le photographe
- Eric Laugérias : José Da Silva
- Gérard Louvin : le curé
- Denis Ménochet : Paul
- Marie-Hélène Lentini : Yvonne